# Дронов, Алексей Алексеевич
Алексей Алексеевич Дронов (род. 17 декабря 2001, Будённовск, Ставропольский край, Россия) — российский боксёр-профессионал и любитель, выступающий в супертяжёлой весовой категории.
Мастер спорта России международного класса (2018), член национальной сборной России, чемпион России (2022), бронзовый призёр чемпионата России (2021), чемпион Всероссийской Спартакиады (2022), чемпион Юношеских Олимпийских игр (2018), чемпион мира среди молодежи (2018), трёхкратный чемпион Европы: среди молодежи (2019), юниоров (2018) и кадетов (2017), многократный победитель и призёр международных и национальных турниров в любителях.
Лучшая позиция по рейтингу BoxRec — 135-я (сентябрь 2024), и являлся 8-м среди российских боксёров тяжёлой весовой категории, — входя в ТОП-140 лучших тяжеловесов всего мира.

## Любительская карьера
Занимается боксом с 10 лет под руководством отца и по совместительству тренера — Алексея Дронова-старшего в родном Будённовске в ДЮСШ «Атлант». Последние годы так же его тренирует Руслан Магомедов.

### 2017—2018 годы
В сентябре 2017 года в городе Албена (Болгария), в 15-летнем возрасте, стал чемпионом Европы среди кадетов («старших юношей», 15—16 лет).
В апреле 2018 года в городе Розето-дельи-Абруцци (Италия) вновь стал чемпионом Европы среди молодёжи (до 18 лет), в финале победив белоруса Владислава Кшевицкого.
В июле 2018 года после нескольких побед в международных турнирах получил спортивное звание мастер спорта России международного класса.
В августе 2018 года в Будапеште (Венгрия), в 16-летнем возрасте, стал чемпионом мира среди молодежи и юниоров (до 18 лет), в финале техническим нокаутом победив казаха Дамира Тойбая.
В октябре 2018 года стал победителем, участвуя в III-х летних Юношеских Олимпийских играх в Буэнос-Айресе (Аргентина). Тогда в полуфинале он единогласным решением судей (5:0) победил египтянина Ахмеда Эльсави, а в финале по очкам (4:1) вновь победил казаха Дамира Тойбая.

### 2019—2020 годы
В сентябре 2019 года в Софии (Болгария) стал чемпионом на первенстве Европы по боксу среди юниоров (17—18 лет).
В сентябре 2020 года вместе со сборной командой СКФО участвовал в командном Кубке России по боксу прошедшем в Ижевске, где его команда заняла только четвёртое место. По ходу соревнований он досрочно проиграл Марку Петровскому из сборной команды ЦФО, и в последнем раунде соревнований — в борьбе за бронзовые медали единогласным решением судей он уступил Андрею Стоцкому из команды УФО.
В конце ноября — начале декабря 2020 года в Оренбурге участвовал на своём первом взрослом чемпионате России в категории свыше 91 кг борясь за возможность войти в состав национальной сборной для участия в квалификационном отборочном турнире на Олимпийские игры в Токио. Где в первом раунде соревнований победил Ивана Павильча, но в 1/8 финала, в конкурентном бою по очкам (2:3) проиграл опытному боксёру имеющему три победы по профессионалам Владимиру Иванову.

### 2021—2022 годы
В мае 2021 года, в Серпухове участвовал в чемпионате России среди молодёжи (19—22 лет) в категории свыше 91 кг, но в четвертьфинале по очкам проиграл Рамазану Карнукаеву, — который в итоге стал чемпионом России среди молодёжи 2021 года.
В начале сентября 2021 года в Кемерово завоевал бронзовую медаль на чемпионате России в категории свыше 92 кг. Где в первом раунде соревнований по очкам победил опытного Артёма Суслёнкова, в 1/8 финала победил по очкам Николая Демича, в четвертьфинале он победил опытного Сергея Кузютина, но в полуфинале раздельным решением судей (2:3) проиграл бой Марку Петровскому.
В июле 2022 года, в Серпухове в составе команды СКФО участвовал в командном Кубке России.
В августе 2022 года, в Москве стал победителем в категории свыше 92 кг Всероссийской Спартакиады между субъектами РФ по летним видам спорта среди сильнейших спортсменов, где он в полуфинале единогласным решением судей победил Рамазана Карнукаева из Москвы, а в финале единогласным решением судей победил опытного Ивана Верясова из Санкт-Петербурга.
В начале октября 2022 года в Чите стал чемпионом России в категории свыше 92 кг. Где он в 1/16 финала соревнований по очкам единогласным решением судей (5:0) победил Ивана Онищенко, затем в 1/8 финала по очкам единогласным решением судей (5:0) победил опытного Эмина Хатаева, в четвертьфинале по очкам единогласным решением судей (5:0) победил опытного крымчанина Павла Дорошилова, в полуфинале в очень конкурентном бою по очкам победил опытного дагестанца Магомедсултана Мусаева, и в финале единогласным решением судей победил опытного рязанского десантника Святослава Тетерина.

### 2023 год
В мае 2023 года, в Ташкенте (Узбекистан) участвовал на чемпионате мира в весе свыше 92 кг, где он в 1/16 финала соревнований по очкам раздельным решением судей (1:4) проиграл опытному казахстанскому боксёру Камшыбеку Кункабаеву.

## Профессиональная карьера
23 марта 2024 года в Майами (Флорида) дебютировал на профессиональном ринге, в своём первом бою досрочно нокаутом в 1-м же раунде победив американца Феникса Эрвина (0-1).
27 апреля 2024 года в Майами провёл второй бой на профи-ринге, досрочно техническим нокаутом в 6-м раунде победив 30-летнего опытного американца Верселля Вебстера (2-5-1).
29 июня 2024 года в Майами победил небитого 32-летнего Калвина Барнетта (5-0, 2 КО). По окончании 6-и раундов судьи выставили раздельное решение в пользу Дронова: 59—55, 58—56, 58—56
21 сентября 2024 года в Майами (Флорида, США) победил по очкам Лемир Исом-Рилейя (4-3, 2 КО). Счёт судей: 59—55, 59—55, 60—54.

## Статистика профессиональных боёв
В таблице перечислены результаты всех поединков боксёров.
В каждой строке указан результат поединка. Дополнительно номер поединка обозначен цветом, который обозначает итог поединка. Расшифровка обозначений и цветов представлена в нижеследующей таблице.
| Пример | Расшифровка                     |
| ------ | ------------------------------- |
|        | Победа                          |
|        | Ничья                           |
|        | Поражение                       |
|        | Планируемый поединок            |
|        | Поединок признан несостоявшимся |
| КО     | Нокаут                          |
| ТКО    | Технический нокаут              |
| PTS    | Решение судей (по очкам)        |
| UD     | Единогласное решение судей      |
| MD     | Решение большинства судей       |
| SD     | Раздельное решение судей        |
| RTD    | Отказ от продолжения боя        |
| DQ     | Дисквалификация                 |
| NC     | Поединок признан несостоявшимся |

| 4 поединка, 4 победы (2 нокаутом). | 4 поединка, 4 победы (2 нокаутом). | 4 поединка, 4 победы (2 нокаутом). | 4 поединка, 4 победы (2 нокаутом). | 4 поединка, 4 победы (2 нокаутом).               | 4 поединка, 4 победы (2 нокаутом). | 4 поединка, 4 победы (2 нокаутом). |
| Бой                                | Рекорд                             | Дата боя                           | Соперник                           | Место проведения боя                             | Раундов, время                     | Примечание                         |
| ---------------------------------- | ---------------------------------- | ---------------------------------- | ---------------------------------- | ------------------------------------------------ | ---------------------------------- | ---------------------------------- |
| 2                                  | 2-0                                | 27 апреля 2024                     | Верселл Вебстер (2-5-1)            | Miccosukee Resort & Gaming, Майами, Флорида, США | TKO 6 (6), 2:33                    |                                    |
| 1                                  | 1-0                                | 23 марта 2024                      | Феникс Эрвин (0-1)                 | Miccosukee Resort & Gaming, Майами, Флорида, США | KO 1 (4), 0:42                     | Дебют в профессионалах.            |

## Спортивные результаты

### В любителях
- Чемпионат Европы среди кадетов 2017 года — ;
- Чемпионат Европы среди молодежи и юниоров 2018 года — ;
- Чемпионат мира среди молодежи и юниоров 2018 года[англ.] — ;
- Летние юношеские Олимпийские игры 2018 года — ;
- Чемпионат Европы среди молодежи 2019 года — ;
- Чемпионат России по боксу 2021 года — ;
- Чемпионат России по боксу 2022 года — ;
- Всероссийская спартакиада 2022 года — .